# Rondibilis rufipes
Rondibilis rufipes es una especie de escarabajo longicornio del género Rondibilis, tribu Acanthocinini, subfamilia Lamiinae. Fue descrita científicamente por Vives en 2022.

## Descripción
Mide 9-10 milímetros de longitud.

## Distribución
Se distribuye por Filipinas.